# 65 Cybele
A 65 Cybele egy kisbolygó a Naprendszerben. Ernst Wilhelm Tempel fedezte fel 1861. március 8-án.